# Bryodema miramae
Bryodema miramae är en insektsart som beskrevs av Bei-bienko 1930. Bryodema miramae ingår i släktet Bryodema och familjen gräshoppor.

## Underarter
Arten delas in i följande underarter:
- B. m. miramae
- B. m. elegantulum